# دهستان طبس
 دهستان طبس  یکی از دهستان‌های بخش نوده انقلاب شهرستان خوشاب در استان خراسان رضوی ایران است 
مرکز این دهستان روستای شم آباد است.

## جمعیت
جمعیت این دهستان بر اساس سرشماری سال ۱۳۸۵ جمعیت آن ۱۱٬۸۲۲ نفر (۳٬۳۴۲ خانوار)
بوده‌است.

## پیشینه
«دهستان طبس» با مساحت ۷۵۰ کیلومتر مربع در طول تاریخ تحولات زیادی را به خود دیده است. در تقسیمات کشوری ۱۳۱۶ این دهستان یکی از دهستان های بخش جغتای سبزوار بود. پس از مدتی دهستان طبس از بخش جغتای سبزوار منفک و ضمیمه بخش صفی آباد سبزوار گردید.   با جدا شدن بخش صفی آباد از سبزوار و تشکیل شهرستان اسفراین در سال ۱۳۳۹ این دهستان مدت کوتاهی به تابعیت شهرستان اسفراین درآمد. در خرداد ۱۳۴۰ این دهستان از بخش صفی آباد شهرستان اسفراین جدا و به بخش مرکزی شهرستان سبزوار پیوست. در سال ۱۳۶۸ با تشکیل بخش خوشاب سبزوار، این دهستان با ۲۵ پارچه آبادی به بخش خوشاب ضمیمه شد. در تاریخ ۳۱ شهریور ۱۳۹۶ روستاهای طبس و بازقند در دهستان طبس طی مصوبه‌ای از شهرستان خوشاب منتزع و مجدداً به شهرستان سبزوار پیوست. در تیر ۱۳۹۸، دهستان طبس از بخش مرکزی شهرستان خوشاب جدا شد و به بخش تازه‌تأسیس نوده انقلاب پیوست.